# Parallelia obumbrata
Parallelia obumbrata är en fjärilsart som beskrevs av Walker 1865. Parallelia obumbrata ingår i släktet Parallelia och familjen nattflyn. Inga underarter finns listade i Catalogue of Life.